# Coimbragroep

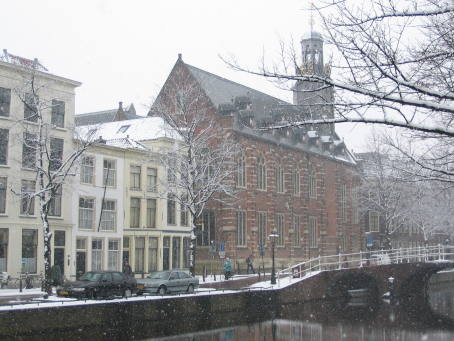
Academiegebouw van de Universiteit Leiden

De Coimbragroep is een in 1985 opgericht netwerk van 39 van de oudere Europese universiteiten, en formeel ingesteld in 1987. De eerste formele vergadering van de groep vond plaats in de Portugese universiteitsstad Coimbra.
Oorspronkelijk was de Coimbragroep een samenwerkingsverband van 30 "brede, klassieke universiteiten". Later werden nog enige andere universiteiten toegelaten.
Een van de doelen die de groep door de jaren heen heeft uitgedragen is het 'faciliteren en bevorderen van de mobiliteit van studenten en staf binnen Europa'. De groep heeft een belangrijke rol gespeeld in de beginjaren van de Europese integratie van het hoger onderwijs. Een uitvloeisel van de Coimbragroep is MOSAIC (Meeting of Students aiming at the Integration of the Coimba Group) die zich toelegde op studentenuitwisselingen en het organiseren van internationale bijeenkomsten, zoals zomerscholen, waar studenten van de deelnemende universiteiten elkaar konden ontmoeten. Daarnaast fungeert de groep als lobbyorganisatie om de gemeenschappelijke belangen van de leden op EU-niveau te behartigen.
Het nut van samenwerkingsverbanden als de Coimbragroep is niet onomstreden en de impact ervan op de afdelingen van universiteiten is soms gering.

## Leden
- België
  - Katholieke Universiteit Leuven[5]
  - Université catholique de Louvain
- Denemarken
  - Universiteit van Aarhus[6]
- Duitsland
  - Universiteit van Keulen
  - Universiteit van Göttingen
  - Universiteit van Heidelberg[5]
  - Universiteit van Jena
  - Universiteit van Würzburg
- Estland
  - Universiteit van Tartu[6]
- Finland
  - Åbo Akademi
  - Universiteit van Turku
- Frankrijk
  - Universiteit van Montpellier (telt voor drie instituten)
  - Universiteit van Poitiers
- Hongarije
  - Loránd Eötvös Universiteit, Boedapest[6]
- Ierland
  - Nationale Universiteit van Ierland, Galway
  - Universiteit van Dublin
- Italië
  - Universiteit van Bologna[6]
  - Universiteit van Padua
  - Universiteit van Pavia
  - Universiteit van Siena
- Litouwen
  - Universiteit van Vilnius
- Nederland
  - Rijksuniversiteit Groningen
  - Universiteit Leiden[5]
- Noorwegen
  - Universiteit van Bergen[6]
- Oostenrijk
  - Universiteit van Graz[6]
- Polen
  - Jagiellonische Universiteit, Krakau[6]
- Portugal
  - Universiteit van Coimbra[6]
- Roemenië
  - Alexander Jan Cuza-universiteit van Iași
- Rusland
  - Staatsuniversiteit van Sint-Petersburg
- Spanje
  - Universiteit van Barcelona
  - Universiteit van Granada
  - Universiteit van Salamanca
- Tsjechië
  - Karelsuniversiteit Praag
- Turkije
  - Universiteit van Istanboel
- Verenigd Koninkrijk
  - Universiteit van Bristol
  - Universiteit van Durham
  - Universiteit van Edinburgh[5]
- Zweden
  - Universiteit van Uppsala
- Zwitserland
  - Universiteit van Genève[5]